# Затин
Затин (слч. Zatín) насељено је мјесто са административним статусом сеоске општине (слч. obec) у округу Требишов, у Кошичком крају, Словачка Република.

## Становништво
| Година:    | 1994. | 2004.   | 2014.   | 2024.    |
| ---------- | ----- | ------- | ------- | -------- |
| Број људи: | 797   | 787     | 810     | 727      |
| Разлика:   |       | -1,25 % | +2,92 % | -10,24 % |

| Година:    | 2023. | 2024.   |
| ---------- | ----- | ------- |
| Број људи: | 726   | 727     |
| Разлика:   |       | +0,13 % |

Према подацима о броју становника из 2011. године насеље је имало 812 становника.